# Silická Brezová
Silická Brezová es un municipio del distrito de Rožňava en la región de Košice, Eslovaquia, con una población estimada a final del año 2024 de 130 habitantes.
Se encuentra ubicado al oeste de la región, en la cuenca hidrográfica del río Hernád, y cerca de la frontera con la región de Banská Bystrica y Hungría.

## Demografía
| Año        | 1994 | 2004    | 2014     | 2024     |
| ---------- | ---- | ------- | -------- | -------- |
| Población  | 210  | 193     | 159      | 130      |
| Diferencia |      | −8,09 % | −17,61 % | −18,23 % |

| Año        | 2023 | 2024 |
| ---------- | ---- | ---- |
| Población  | 130  | 130  |
| Diferencia |      | +0 % |